# Nam Sơn
Nam Sơn là một phường thuộc tỉnh Bắc Ninh, Việt Nam.

## Địa lý
Phường Nam Sơn có vị trí địa lý:
- Phía đông giáp phường Phương Liễu
- Phía tây giáp phường Hạp Lĩnh
- Phía nam giáp các xã Chi Lăng và Tân Chi
- Phía bắc giáp phường Võ Cường.

Phường Nam Sơn có diện tích 18,53 km², dân số 43.511 người, mật độ dân số đạt 2.348 người/km².

## Hành chính
Phường Nam Sơn được chia thành 9 khu phố: Sơn Trung, Triều Thôn, Tự Thôn, Môn Tự, Sơn Nam, Sơn Đông, Thái Bảo, Đa Cấu, Đông Dương.

## Lịch sử
Trước đây, Nam Sơn là một xã thuộc huyện Quế Võ.
Ngày 9 tháng 4 năm 2007, Chính phủ ban hành Nghị định 60/2007/NĐ-CP. Theo đó, sáp nhập xã Nam Sơn vào thành phố Bắc Ninh.
Ngày 16 tháng 10 năm 2019, Ủy ban thường vụ Quốc hội ban hành Nghị quyết số 787/NQ-UBTVQH14 (nghị quyết có hiệu lực từ ngày 1 tháng 12 năm 2019). Theo đó, thành lập phường Nam Sơn trên cơ sở toàn bộ 11,92 km² diện tích tự nhiên và 32.659 người của xã Nam Sơn.
Ngày 27 tháng 12 năm 2019, chuyển 9 thôn thuộc xã Nam Sơn cũ thành 9 khu phố có tên tương ứng.
Ngày 16 tháng 6 năm 2025, Ủy ban Thường vụ Quốc hội ban hành Nghị quyết số 1658/NQ-UBTVQH15 của UBTVQH về việc sắp xếp các đơn vị hành chính cấp xã của tỉnh Bắc Ninh năm 2025. Theo đó, sắp xếp toàn bộ diện tích tự nhiên, quy mô dân số của phường Vân Dương và phường Nam Sơn thành phường mới có tên gọi là phường Nam Sơn.

## Địa chỉ trụ sở các cơ quan
- Trụ sở UBND phường: Số 9, đường Hàm Long, khu Thái Bảo, phường Nam Sơn
- Trung tâm phục vụ hành chính công: Số 9, đường Hàm Long, khu Thái Bảo, phường Nam Sơn
- Công an phường: Đường Tam Giang, khu Chu Mẫu, phường Nam Sơn